# ملعب فرانسيسكو سانشيز روموروسو البلدي
ملعب فرانسيسكو سانشيز روموروسو البلدي هو ملعب متعدد الاستخدام في كوكويمبو، تشيلي. يستخدم في أغلب الأوقات لمباريات كرة القدم. وهو الملعب الرئيسي لنادي كوكويمبو يونيدو. الملعب السابق افتتح يوم 1 يوليو 1970 وكان يستيعب 17,750 شخص.
في عام 2007 أختير الملعب لكي يكون من بين الملاعب المضيفة لكأس العالم للسيدات تحت 20 سنة 2008. لكي يكون الملعب قادر على اكمال معايير الفيفا تم بناء ملعب جديد. وقد تم زيادة سعة الملعب من 15,000 إلى 18,750. الملعب الجديد مبني على شكل سفينة، وذلك تكريماً لتقاليد كوكيمبو في المحيطات. افتتح الملعب في 9 نوفمبر، 2008.

## المعرض

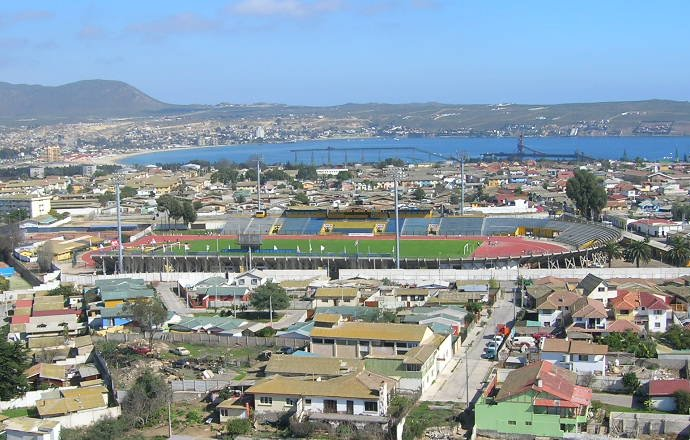
الملعب في 2007, قبل التجديد.
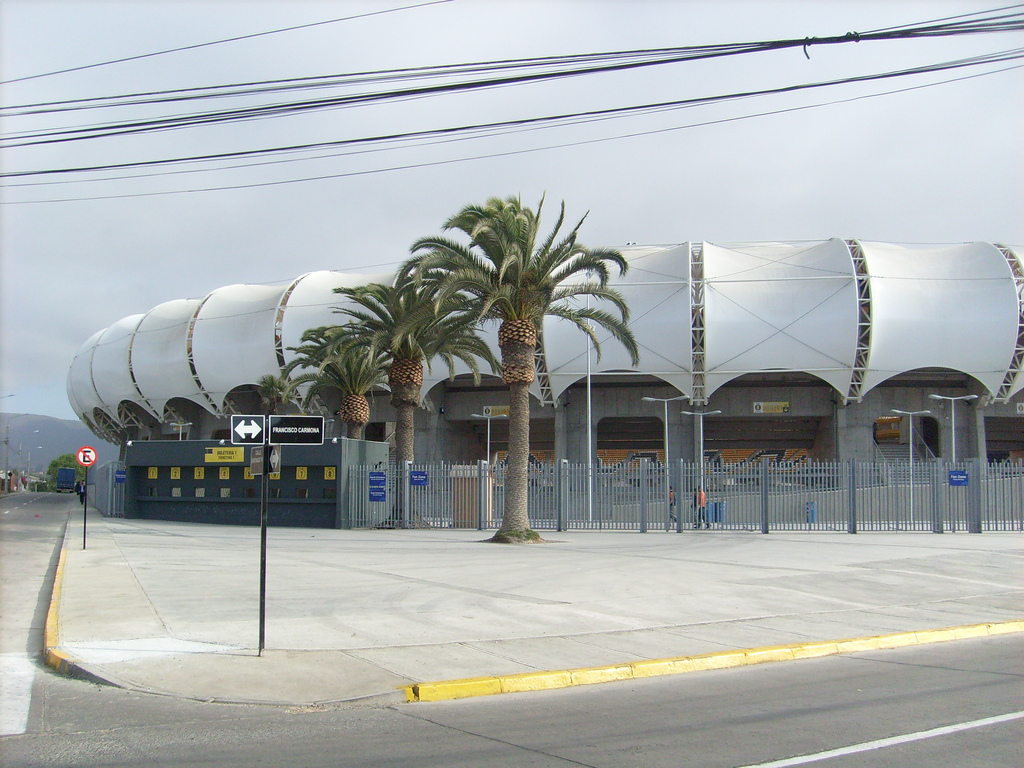
نظرة خارجية.
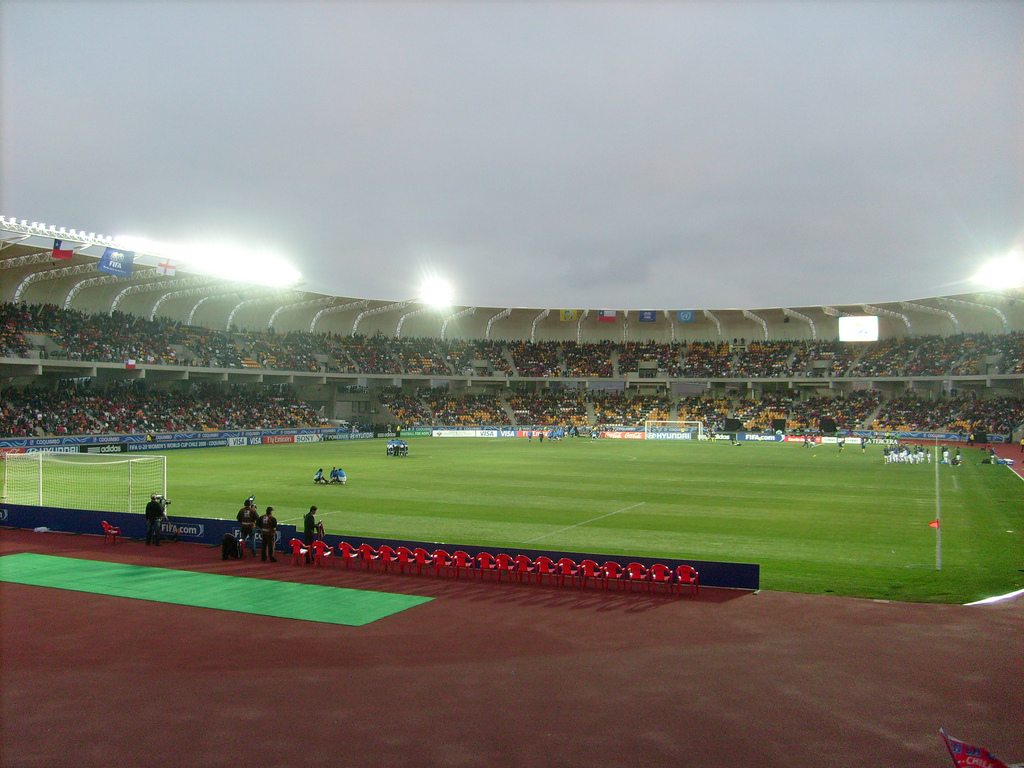
نظرخة داخلية على الملعب الجديد.

## وصلات خارجية
- موقع الفيفا